# Jacques-Camille Paris
Pour les articles homonymes, voir Paris.
Jacques-Camille Paris, né le 22 novembre 1902 à Gaillac, dans le Tarn, et mort le 17 juillet 1953 à Talence, en Gironde, est un diplomate français qui fut le premier Secrétaire général du Conseil de l'Europe du 11 août 1949 jusqu'à sa mort.

## Biographie
Jacques-Camille Paris est le fils de Charles Paris, trésorier général de l'Indochine, et le frère de Pierre Paris, administrateur des services civils en Indochine (tous deux polytechniciens).
Après avoir terminé sa scolarité, il entre à l'École polytechnique (promotion 1921). Il rejoint ensuite le service extérieur. En 1928, il reçoit sa première affectation en tant qu'attaché à l'ambassade de France en Chine. Il est nommé secrétaire de l'ambassade aux États-Unis en 1931, avant de devenir secrétaire de l'ambassade en Suisse en 1934.
Après avoir été secrétaire de l'ambassade près le Saint-Siège entre 1938 et 1941, il devient chef du département de l'Amérique du Nord et de l'Asie au Commissariat général aux affaires étrangères du Comité national français, le gouvernement français en exil à Londres. Il représente ensuite le Comité national français en Belgique jusqu'en 1942, date à laquelle le Régime de Vichy lui retire la nationalité française[réf. nécessaire].
Par la suite, il représente le Comité national français aux Pays-Bas de 1943 à 1944. Il est ensuite conseiller d'ambassade à la délégation des Forces françaises libres au Royaume-Uni, et après la libération de la France de l'occupation allemande, ministre plénipotentiaire auprès de Royaume-Uni de 1945 à 1947. De retour en France, il devient chef du département de l'Europe au Ministère des Affaires étrangères en septembre 1947, où Romain Gary fait partie de son personnel. Il est secrétaire exécutif de la commission préparatoire du Conseil de l'Europe constituée à la suite de la Conférence ministérielle de Londres de mai 1945.
Après la création du Conseil de l'Europe le 9 mai 1949 à Paris, il devient le premier Secrétaire général du Conseil de l'Europe le 11 août 1949. Il occupe ce poste jusqu'à sa mort le 17 juillet 1953. Son compatriote Léon Marchal lui succède.
Jacques-Camille Paris a épousé Reine Claudel, fille de Paul Claudel et nièce de Camille Claudel. Ils sont les parents de Reine-Marie Paris.

## Distinctions
- Médaille de la Résistance française (29 décembre 1946)[4]

## Publications
- Ou en est le Conseil de l'Europe?: Allocution prononcée devant la presse anglo-américaine à Paris le 16 février 1951 , 1951
- Les institutions européennes au printemps de 1952 , 1952
- Le Conseil de l'Europe et ses réalisations: Le pacte Atlantique et l'Europe , co-auteur André Gros , 1952
- Universalisme et régionalisme européen du droit international: coauteurs Paul Guggenheim , Paul Reuter et René de Lacharrière, 1953

## Reconnaissances
Le vitrail européen offert par le Conseil de l'Europe à la cathédrale de Strasbourg en 1956 est dédié à Jacques-Camille Paris. Une rue porte également son nom à Bordeaux, avec l'orthographe Jacques Camille Paris (sans trait d'union), comme de nombreux autres documents d'archive issus du Conseil de l'Europe .